# Fadhel Jaïbi
Fadhel Jaïbi (arabe : الفاضل الجعايبي), né le 10 décembre 1945 à l'Ariana, est un metteur en scène, directeur de théâtre et réalisateur tunisien. Il est une figure du théâtre arabe contemporain.

## Biographie
Après ses études théâtrales en France entre 1967 et 1972, il occupe les fonctions de directeur du Conservatoire national d'art dramatique de 1974 à 1978 et fonde avec Jalila Baccar, Fadhel Jaziri et Habib Masrouki la première compagnie privée tunisienne, le Nouveau Théâtre, en 1976 et la compagnie Familia Productions en 1993.
Membre de l'Académie tunisienne des sciences, des lettres et des arts, il est nommé le 8 juillet 2014 à la tête du Théâtre national tunisien.
Auteur de plusieurs scénarios et directeur de plusieurs stages de formation à Tunis et à l’étranger, il qualifie son théâtre d’élitaire pour tous. Il compte à son actif plus d'une vingtaine de pièces de théâtre, dont Corps otages, et quatre films, dont Junun.
En 2002, il est invité par le Festival d'Avignon en tant que premier créateur arabe en 56 ans de festival. En septembre, il est invité par le Festspiele de Berlin où il crée la pièce Araberlin avec des acteurs allemands sur l'après 11 septembre 2001. En 2013, il crée Tsunami, qui interroge le déchaînement d’angoisses qui traverse la société tunisienne post-révolutionnaire. En 2014, il parraine la 76e promotion de l'École nationale supérieure des arts et techniques du théâtre de Lyon. En 2015, il crée Violence(s), premier volet d'une trilogie qui pose un regard critique sur les faux espoirs suscités par la révolution tunisienne. En 2017, il crée Peur(s), second volet de la trilogie, où il pose un regard sans concession sur ce qu’il est advenu des espoirs des Tunisiens à la suite des événements politiques de 2011 et reçoit une mention spéciale du Prix Europe pour le théâtre, à Rome.

## Œuvres

### Théâtre
- 1976 : La Noce, d'après La Noce chez les petits bourgeois de Bertolt Brecht (création collective du Nouveau Théâtre de Tunis)
- 1987 : Arab (co-metteur en scène avec Fadhel Jaziri)
- 1993 : Familia (auteur et metteur en scène)
- 1993 : Black out, inspiré de Douze Hommes en colère de Reginald Rose (auteur et metteur en scène)
- 1995 : Les amoureux du café désert (auteur et metteur en scène)
- 1998 : Grand ménage (auteur et metteur en scène)
- 2001 : Junun (metteur en scène)
- 2002 : Araberlin (metteur en scène)
- 2006 : Corps otages (metteur en scène)
- 2010 : Yahia Yaïch ou Amnesia (scénariste, dramaturge et auteur)[12]
- 2010 : Medea (auteur et metteur en scène)
- 2013 : Tsunami (metteur en scène)[13]
- 2015 : Violence(s)[14]
- 2017 : Peur(s)[15]

### Cinéma
- 1978 : La Noce (création collective du Nouveau Théâtre de Tunis)
- 1988 : Arab (coscénariste et coréalisateur avec Fadhel Jaziri)
- 1992 : Poussière de diamant (coscénariste et coréalisateur avec Mahmoud Ben Mahmoud)
- 2005 : Junun (réalisateur)

## Filmographie
- Fadhel Jaïbi, un théâtre en liberté, film documentaire de Mahmoud Ben Mahmoud, Alif Productions, Paris, 2003.

## Distinctions
- 1988 : Tanit de bronze lors des Journées cinématographiques de Carthage[16] ;
- 2008 : Prix de la communication interculturelle du Festival Vues d'Afrique de Montréal[17] ;
- 2017 : Lauréat du Prix Europe pour le théâtre - Mention spéciale[18],[19].

## Décorations
- Chevalier de l'ordre des Arts et des Lettres (France, 2009)[20].